# 拉姆角
拉姆角（英語：Lamb Point），是南極洲的海岬，位於帕爾默地東岸，是豪金斯灣入口處的南部，在1940年12月由美國研究隊發現和拍攝空中照片，現時由南極條約體系管理。

## 外部連結
. . United States Geological Survey.   [2013-05-24].
73°41′S 60°48′W / 73.683°S 60.800°W